# Plamensko kaljenje
Plamensko kaljenje je v metalurgiji postopek površinskega kaljenja, pri katerem površino predmeta hitro segrejemo plamenskim gorilnikom, temu pa sledi takojšnja ohladitev z vodno paro. Tako se zakali le povšina predmeta, jedro pa ostane mehko in žilavo.
Pri izbiri jekla za plamensko kaljenje moramo upoštevati ne le zahtevano trdoto povšine, temveč tudi lastnosti jedra. Najustreznejša so ogljikova jekla z 0,35 do 0,7 % ogljika, kot tudi druga konstrukcijska jekla z dodatkom kroma, niklja, molibdena, ki imajo 0,23 do 0,45 % ogljika.

## Gorilniki za plamensko kaljenje
Glede na postopek plamenskega kaljenja uporabljamo različno oblikovane gorilce. Glava gorilnika mora biti oblikovana tako, kot to zahteva oblika kosa, ki ga kalimo. Gorilniki imajo ročico z ventili, s katerimi uravnavamo razmerje gorilnega plina in kisika. Za plamensko kaljenje skoraj vedno uporabljamo acetilen in kisik v razmerju 1:1 do 1:1,75.
Ustniki na glavah gorilnika so različnih tipov; ločimo šobaste gorilnike pri katerih je ustnik iz vrstne šobe, režaste gorilnike z eno režo vzdolž celega ustnika in sitaste gorilnike, ki imajo izvrtine neposredno na gorilni glavi.